# Tankoaga
Tankoaga est un village situé dans le département de Sangha de la province de Koulpélogo dans la région Centre-Est au Burkina Faso.